# Гас Кенворди
Огастус Ричард Кенворди (енгл. Augustus Richard Kenworthy; Челмсфорд, 1. октобар 1991) британско-амерички је бивши скијаш, глумац и јутјубер. Освојио је сребрну медаљу на Зимским олимпијским играма 2014. у Сочију. Од 2019. представља Уједињено Краљевство. Глумио је Чета Кленсија у серији Америчка хорор прича: 1984 (2019).

## Биографија
Рођен је 1. октобра 1991. године у Челмсфорду. Мајка му је Енглескиња, а отац Американац. Има два старија брата: Хјуа и Ника. У октобру 2015. излази из ормара и саопштава да је геј у интервјуу за ESPN.